# التعديل الرابع والثلاثون للدستور الأيرلندي
عدِّل التعديل الرابع والثلاثون للدستور (المساواة في الزواج) لعام 2015 (سابقا مشروع قانون رقم 5 لعام 2015) لدستور أيرلندا الزواج ليسمح بعقد شخصين له بلا تمييز بسبب جنسهما. قبل التشريع، كان الدستور يمنع ضمنيًا زواج المثليين في جمهورية أيرلندا. وافق 62% من الناخبين على التعديل في استفتاء يوم 22 مايو 2015 بنسبة مشاركة بلغت 60.52%. كانت هذه هي المرة الأولى التي تقنن فيها دولة ما زواج المثليين بتصويت شعبي. تم رفض تحديين قانونيين بشأن طريقة إجراء الاستفتاء يوم 30 يوليو من قبل محكمة الاستئناف، وتم التوقيع على المشروع ليصبح قانونا من قبل رئيس جمهورية أيرلندا في 29 أغسطس. ينص تعديل على قانون الزواج 2015 على الزواج الذي يسمح به الوضع الدستوري الجديد. دخل القانون حيز التنفيذ في 16 نوفمبر 2015؛ أقيم حفل زواج المثليين الأول في 17 نوفمبر 2015.

## التغييرات في النص
أدخل التعديل مادة جديدة 4 على الفصل 41 من الدستور. ينص النص الإنجليزي:
ينص النص الأيرلندي:
وباللغة العربية:
يهدف النص باللغة الأيرلندية والإنجليزية إلى أن يكون له نفس المعنى؛ في حالة وجود تعارض، فإن النسخة الأيرلندية لها الأسبقية.

### الصيغة الأيرلندية الأصلية
تم تقديم النص الأيرلندي للتعديل بصيغته الأولى على شكل:
عارض الصحفي بروس أرنولد مشروع القانون في مقالتين في صحيفة «ذي آيرش تايمز»، ركز أحدهما على المشاكل المزعومة في النص الأيرلندي. جادل أرنولد بأن النص الأيرلندي يصف الأزواج المثليين فقط، مما يجعل زواج المغايرين غير قانوني. أشارت مصادر حكومية إلى أن الكلمات التي أثارها أرنولد ("beirt" و "cibé acu is fir nó mná") تستخدم بالفعل مع نية مماثلة في أماكن أخرى من الدستور. كانت النقاط المقابلة من الأكاديميين القانونيين هي أن تفسير أرنولد البنائي الصارم سيتم التغلب عليه بمبدأ العبثية وهذا الفشل في ذكر زواج المغايرين لن يجعله غير قانوني. جادل البعض بأنه يجب تغيير النص الإيرلندي لإزالة كل الشكوك. أعلن رئيس الوزراء الأيرلندي إندا كيني في 10 مارس 2015 أنه سيتم إجراء هذا التغيير. نقلت وزيرة العدل والمساواة فرانسيس فيتزجيرالد التعديل في مجلس النواب في اليوم التالي.

## الخلفية
خسرت كاثيرين زابون وآن لويز غيليغان قضية زابون ضد مفوضي الإيرادات في المحكمة العليا في عام 2006 للاعتراف الأيرلندي على زواج المثليين الخاص بهما الكندي. قام قانون الشراكة المدنية وبعض الحقوق والواجبات للشركاء المتساكنين 2010 بتقنين الشراكة المدنية في القانون الأيرلندي. بعد الانتخابات العامة 2011، شكل حزب فاين غايل وحزب العمال حكومة ائتلافية، والتي تضمنت إنشاء برنامج المؤتمر الدستوري لدراسة التغييرات المحتملة على قضايا محددة، بما في ذلك «النص على تقنين زواج المثليين». نظر المؤتمر الدستوري في القضية في مايو 2013 وصوتت للتوصية بضرورة مطالبة الدولة، بدلاً من السماح فقط، بزواج المثليين. قُدم تقريرها رسميًا في يوليو/تموز، ردت الحكومة رسميًا عليه في ديسمبر / كانون الأول، عندما قال رئيس الوزراء الأيرلندي إندا كيني إن الاستفتاء سيعقد «في موعد لا يتجاوز منتصف عام 2015». يجب أن يوافق الشعب على جميع التعديلات على الدستور الأيرلندي في استفتاء قبل أن يصبح قانونًا.
ادعى بعض الأكاديميين القانونيين أن تمديد الزواج إلى الأزواج المثليين لا يتطلب تعديلًا دستوريًا وكان من الممكن أن يتم ذلك بموجب قانون عادي من البرلمان الأيرلندي. اختلف الوزير شاتر في ذلك الوقت في نوفمبر 2013، قائلاً إنه كان هناك «قانون قضائي وافٍ» مفاده أن «الزواج يُفهم على أنه بين رجل واحد وامرأة واحدة».
في يناير 2015، تمت الموافقة على صياغة التعديل المقترح في اجتماع خاص لمجلس الوزراء ونشرت في الصحافة، وتم تقديم مشروع القانون رسميًا في مجلس النواب من قبل وزيرة العدل والمساواة، فرانسيس فيتزجيرالد.
صدر قانون الأطفال والعلاقات الأسرية 2015 في أبريل 2015. وشمل ذلك حقوق التبني للأزواج المثليين - قبل إصدار القانون، كان يمكن فقط للأفراد المثليين أو المثليات، أو أحد الشركاء في علاقة مثلية التبني، ولكن التبني المشترك من قبل كلا الشريكين لم يكن ممكنا. تم نشر المخطط العام لهذا القانون للتشاور في يناير 2014، وفي عام 2015 تم إقراره من قبل مجلس النواب الأيرلندي في 12 مارس ومجلس الشيوخ الأيرلندي في 30 مارس، وتوقيعه ليصبح قانونًا في 6 أبريل. دخلت الأحكام الرئيسية للقانون (بما في ذلك السماح للأزواج، وزوج الأب، والشركاء المدنيون والشركاء المتساكنين بالتقدم بتبني الطفل)، حيز التنفيذ في 18 يناير 2016. لم تدخل أجزاء القانون التي تسمح بحقوق التبني الكاملة حيز التنفيذ أبدا بعد أن لم يتم التوقيع على أمر بدء لها، وتم إلغاؤه عام 2017 بعد إصدار «قانون التبني (تعديل) 2017»، والذي شرع التبني المشترك من قبل الأزواج المثليين.

## الاستفتاء
تم إجراء استفتاءين في 22 مايو 2015، بشأن مشروع قانون الزواج وتعديل دستوري آخر، للحد من سن الترشح للرئاسة. تحتاج الاستفتاءات إلى أغلبية بسيطة من الأصوات المدلى بها. عقدت الانتخابات الفرعية في كارلو كيلكيني لمجلس النواب في نفس اليوم.
وفقًا للجنة الاستفتاء، إذا تم تمرير الاستفتاء:
- سيتمكن شخصان مغايران أو مثليان من الزواج من بعضهما البعض.
- ستظل القواعد التفصيلية الأخرى المتعلقة بمن يتزوج منصوصا عليها في التشريع.
- سيبقى الوضع الدستوري للزواج دون تغيير.
- سيكون لدى الزواج بين شخصين مثليين نفس الوضع بموجب الدستور مثل الزواج بين رجل وامرأة.
- سيتم الاعتراف بالأزواج المتزوجين المغايرين أو المثليين كأسرة واحدة وسيكون لهم الحق في الحماية الدستورية للعائلات.

## النقاش

### مناقشات البرلمان الأيرلندي
تمت مناقشة مشروع قانون التعديل الرابع والثلاثين (المساواة في الزواج) لعام 2015 في مجلس النواب الأيرلندي في 10 و 11 مارس 2015. وتحدث عدة نواب من أحزاب مختلفة بالتأييد. المتحدث الوحيد الذي عارضه كان النائب المستقل ماتي مكغارث. تم تمريره دون تقسيم (أي عن طريق التصويت الصوتي). ثم نوقش في مجلس الشيوخ الأيرلندي يومي 25 و 27 مارس. تم التصويت على عدد من التعديلات المقترحة، والتي تم إلحاق الهزيمة بها، وتم إقرار مشروع القانون في النهاية بأغلبية 29 صوتًا لصالح مقابل 3 صوتا ضد (29-3). من بين أولئك الذين تحدثوا وكانوا مؤيدين كاثرين زابون، التي كانت عضوا في مجلس الشيوخ في ذلك الوقت. من بين الذين صوتوا ضده أعضاء مجلس الشيوخ رونان مولن، جيم والش وفيرغال كوين. كما تم دعم تعديلات المعارضة من قبل السناتور فيدلما هيلي ايمز.

### المنظمات

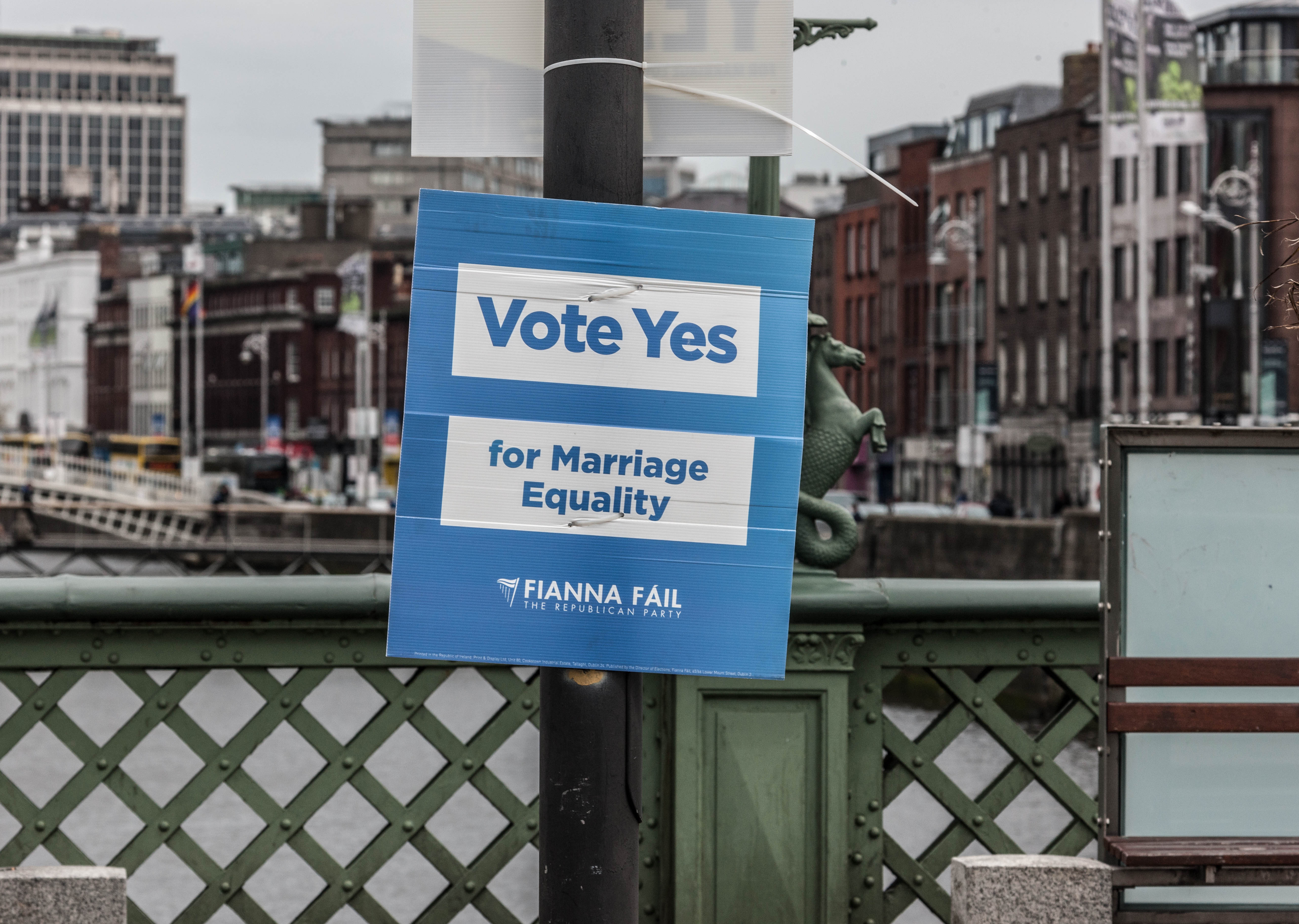
ملصق تابع لحزب فيانا فايل لصالح التعديل

#### الأحزاب السياسية
أيدت جميع الأحزاب الرئيسية الأربعة في مجلس النواب مشروع القانون: فاين جايل وحزب العمال الأيرلندي، والمعارضة فيانا فايل وشين فين. كان كل أعضاء حزب الخضر، التحالف المناهض للتقشف، تحالف الأشخاص قبل الربح، حزب العمال في أيرلندا والمستقلين مسجّلين لدعم التعديل. كانت «نعم المساواة» حملة شاملة لكل من شبكة المساواة للمثليين والمثليات، والمجلس الأيرلندي للحريات المدنية، والمساواة في الزواج.

#### الهيئات الدينية
تبنت الهيئات الدينية في أيرلندا بشكل رسمي مواقف محايدة أو معارضة للاستفتاء. عارض المؤتمر الأيرلندي للأساقفة الكاثوليك زواج المثليين، وقامت بتوزيع كتيب ضده لجميع الرعايا. في فبراير 2015، أصدرت الكنيسة الميثودية في أيرلندا بيانًا يدعم الرأي التقليدي للزواج باعتباره بين رجل وامرأة. في أبريل 2015، أصدرت مجموعة متعددة الطوائف منشورًا يحث على التصويت بلا. وقع اثنان من الأساقفة (أحدهما من الروم الكاثوليك والآخر من كنيسة أيرلندا)، ورجال دين وأعضاء عاديون في الكنيسة الميثودية، والكنيسة المشيخية، وقاموا بتوزيع المنشور. في 22 أبريل 2015، أصدر قادة الكنيسة المشيخية في أيرلندا بيانًا يدعو إلى التصويت ب «لا»، قائلا «التغيير المقترح في استفتاء زواج المثليين يحرم الأطفال من حقوقهم والمسؤوليات الطبيعية للأب والأم في رعايتهم». كما عارض معهد إيونا، وهو مؤسسة فكرية دينية كاثوليكية، والتعديل.
ومع ذلك، في فبراير 2015، أعلنت كنيسة أيرلندا أنها لم تتخذ موقفًا من الاستفتاء، ولكنها تحث أعضائها على التصويت وفقًا لضميرهم. دعا اثنان من أساقفة كنيسة أيرلندا إلى التصويت بنعم. في وقت مبكر من شهر مايو 2014، كان بول كولتون، أسقف كنيسة أيرلندا في كورك، قد عبر عن دعمه للتصويت بنعم. وبالمثل، أصدر المركز الإسلامي في أيرلندا بيانًا في 17 أبريل/نيسان يقول فيه «كمسلمين يجب علينا أن نؤمن بالمساواة والشمولية. يجب ألا يتعرض الناس للتمييز لأي سبب من الأسباب. من المهم جعل الأشخاص يشعرون بالإنسانية لا العكس. التقليد الإسلامي يعلم أن يكره الشخص الخطيئة وليس المخطئ، فموقف بعض المسلمين من المثليين جنسياً لا يتماشى مع روح الرحمة واللطف في الإسلام، حيث يضمن الدستور الأيرلندي لجميع المواطنين الأيرلنديين حرية الضمير ويجب على المسلمين ممارسة هذا الحق عند التصويت في 22 مايو 2015.»
دعت عريضة بمبادرة من عدد من الجماعات الدينية بما في ذلك المركز الثقافي الإسلامي في أيرلندا، ومجلس الأئمة الايرلندي، وفرع غالواي للكنيسة البروتستانتية المشيخية في 15 نيسان إلى «شرط الضمير»، الذي من شأنه أن يسمح للأفراد والشركات بالتمييز ضد الأزواج المثليين في توفير السلع والخدمات. رداً على ذلك، قال رئيس الوزراء الأيرلندي إندا كيني: «لقد أوضحت الحكومة قرارها هنا بشكل واضح للغاية فيما يتعلق بالسؤال الذي سيتم طرحه على الناس في 22 مايو. هذا السؤال بالطبع هو إعطاء موافقتهم، إذا كانوا يرون أنه مناسب وآمل أن يفعلوا ذلك، للسماح بالزواج في القانون المدني بغض النظر عن التوجه الجنسي». قال بريندان هاولين «إن القضية الوحيدة التي تكمن في صميم هذا الاستفتاء هي المساواة بموجب الدستور وأي شيء آخر خارج عن الموضوع».
ومع ذلك، كانت بعض الجماعات المرتبطة بالدين تؤيد الاستفتاء. في كانون الثاني/يناير 2015، رحبت منظمة المثليين "تغيير الموقف في أيرلندا" التابعة لكنيسة أيرلندا بنشر صياغة استفتاء المساواة في الزواج. قال الدكتور ريتشارد أوليري، رئيس المنظمة، إن الزواج يجب أن يكون "متاحًا للأزواج دون تمييز فيما يتعلق بجنسهم"، تمامًا كما يجوز عقد زواج مدني من قبل شخصين دون تمييز بسبب عرقهم أو دينهم". في 7 مايو، في حدث عام لمنظمة المثليين "تغيير الموقف في أيرلندا"، قال قس سابق لمدينة دبلن، غوردون ليني: "يتم منحنا الفرصة في 22 مايو أخيرًا لإظهار مجتمع المثليين أننا نقدرهم على من هم. نحن نرحب بهم لأنهم كاملون في المجتمع ومن ثم نمنحهم الاعتراف الذي يحق لهم ولهؤلاء الذين هم في العلاقات المستقرة والرغبة في الزواج، يجب السماح بذلك. الزواج عقد مدني، ولن تُجبر أي كنيسة على مباركة أي اتحاد لا توافق عليه".

#### الرأي التجاري
دعت العديد من مجموعات الأعمال إلى تمرير الاستفتاء. في 16 أبريل، تم إطلاق «قطاعات الأعمال لنعم للمساواة» مع انضمام شركات رفيعة المستوى مثل تويتر وإيباي وباي بال و 150 شركة دولية ومحلية مقرها في أيرلندا. قال ستيفن ماكنتاير، مدير موقع تويتر في أيرلندا، «كما أرى، تحتوي هذه القضية على ثلاثة عناصر أساسية. أولاً، أداء الناس أفضل على المدى الطويل عندما يكونون هم أنفسهم. ثانياً، تنجذب المواهب إلى المنظمات التي تظهر تقديرا للتنوع والشمول والمساواة. وأخيرا، سيتم تعزيز سمعة أيرلندا الدولية كمكان جيد لممارسة الأعمال التجارية عن طريق التصويت نعم.» دعى مارتن شاناهان، رئيس هيئة التنمية الصناعية في أيرلندا إلى التصويت بنعم في 1 مايو قائلا «التصويت بنعم في 22 مايو سيخبر عالم الأعمال أن أيرلندا منفتحة وشاملة وترحب بالتنوع وستكون رسالة إيجابية للغاية يتم إرسالها دوليًا.» وقال أيضًا إنه يعتقد أن التصويت بعدم التصويت سيرسل إشارة سلبية للشركات الدولية.
أيضًا في 1 أيار/مايو، أعلن المؤتمر الأيرلندي لنقابات العمال دعمه لحملة «نعم» من خلال إطلاق حملتها «النقابات العمالية من أجل المساواة في الزواج المدني». شملت النقابات العمالية الأخرى وجمعيات ممثلي الموظفين المؤيدة للتصويت بنعم جمعية ممثلي غاردا (الحرس الوطني)، وماندايت، وأكبر نقابة عمالية في أيرلندا «اتحاد الخدمات الصناعية والمهنية والتقنية»
في 7 مايو، أعلن الرئيس التنفيذي لشركة إيباي جون دوناهو أن الشركة تدعم تصويت نعم. وقال دوناهو إن موقفه من قضايا المساواة مثل زواج المثليين بالإضافة إلى كونه «الشيء الصحيح الذي يجب القيام به»، يساعد الشركة أيضًا على جذب الأشخاص المناسبين والمحافظة عليهم وتطويرهم.

#### منظمات أخرى
ومن بين الجماعات البارزة الأخرى التي تدعم الاستفتاء تحالف من المؤسسات الخيرية الرئيسية للأطفال في أيرلندا تسمى «الانتماء إلى نعم» (بالإنجليزية: "BeLonG To Yes")‏. تشمل كل من المنظمات «الجمعية الأيرلندية لمنع القسوة على الأطفال» (بالإنجليزية: Irish Society for the Prevention of Cruelty to Children)‏ و «بيرناندوز» (بالإنجليزية: Barnardo's)‏ و «فوريغ» €Foróige و «يوث وورك أيرلندا» (بالإنجليزية: Youth Work Ireland)‏ ومركز حقوق المهاجرين (بالإنجليزية: Migrant Rights Centre)‏ و«هادسترونغ» (بالإنجليزية: Headstrong)‏ و «نعم للمساواة» (بالإنجليزية: Yes Equality)‏ و «تحالف حقوق الطفل» (بالإنجليزية: the Children's Rights Alliance)‏ و«بافي بوينت» (بالإنجليزية: Pavee Point)‏ و «تمكين الناس في الرعاية» (بالإنجليزية: Empowering People In Care)‏ والمجلس الوطني للشباب في أيرلندا (بالإنجليزية: National Youth Council of Ireland)‏. عند الحديث في الانطلاقة، قال فيرغوس فينلي إنهم تجمّعوا للدعوة إلى التصويت بنعم، بسبب جزئياً أن منظمات من حملة «لا» كانت «تستخدم الأطفال كبيادق» وأنه في كل مرة رأى ملصقًا يدعو إلى التصويت بلا لأن «كل طفل يستحق أمًا وأبًا»، بأنه قد رأى «إهانة مقيتة لآلاف الآباء الوحيدين والأطفال الذين يحبون ويعتنون ببعضهم البعض في أيرلندا. الرسالة استغلالية ومضرة وغير شريفة. ما يستحقه كل طفل هو الحب والاحترام والسلامة. يمكن أن يأتي ذلك من والدين مغايرين، والدين مثليين، أو والد وحيد الوالدين». أطلق اتحاد الطلاب في أيرلندا، بقيادة لورا هارمون، حملته «الطلاب من أجل المساواة في الزواج» في يناير جنبًا إلى جنب مع موقع الويب voteforlove.ie.
أطلقت منظمة العفو الدولية حملتها «دعونا نصنع التاريخ» من أجل المساواة في الزواج في 22 مارس 2015 بحضور آلاف الأشخاص خارج مكتب البريد العام التاريخي في دبلن. شمل المتحدثون كولم أوغورمان، بات كاري، سابينا برينان، غافن برينان وغريس دياس.
في 5 مايو، أطلقت حملة «نعم للصحة» ليام دوران، الأمين العام لمنظمة الممرضات والقابلات الأيرلنديين وكيران ريان، المدير التنفيذي للكلية الأيرلندية للممارسين العامين. في حديثه خلال الإطلاق، قال وزير الصحة ليو فرادكار إن التصويت ب«لا» سيكون «خطوة كبيرة إلى الوراء» للبلد، وأنه سيكون له تأثير سلبي على الصحة العقلية لأفراد مجتمع الميم.
في اليوم التالي، أطلق المجلس القومي للمرأة في أيرلندا حملته "نعم". حضر الإطلاق ممثلون عن مجموعات مختلفة، بما في ذلك الشبكة النسائية الأيرلندية، و"ديغي وومن"، ورابطة محترفي رعاية الأطفال. في 7 مايو، أعلنت جمعية القانون في أيرلندا دعمها للتصويت بنعم. وقال كين ميرفي، المدير العام للجمعية، إن المجتمع يتخذ موقفًا عامًا لأن المساواة في الزواج هي قضية حقوق إنسان أساسية. جاء القرار بعد تقرير صادر عن لجنة حقوق الإنسان في المجتمع، والذي وجد أن هناك 160 طريقة كانت فيها الشراكة المدنية أقل مقارنة بالزواج المدني".
كما تم تشكيل بعض الجماعات لمعارضة الاستفتاء. في 18 أبريل، أطلقت جمعية الأمهات والآباء مهمون، التي تشكلت في عام 2014 لمعارضة مشروع قانون العلاقات بين الأطفال والأسرة، حملتها «لا». أطلقت «العائلات الأولى أولا» (بالإنجليزية: First Families First)‏، مجموعة من ثلاثة أشخاص يرأسها كاثي سينوت، الناشط في مجال حقوق الأطفال والمعوقين، وناشط حقوق الآباء جون ووترز حملاه للتصويت ب«لا» تصويت في 1 مايو. في 7 مايو، تم إطلاق مجموعة تدعى «ستاندآب4ماريج» (بالإنجليزية: StandUp4Marriage)‏ وقال مؤسسها، السناتور جيم والش، إن إطلاقه كان ضئيلاً لأن الأشخاص الذين يريدون التصويت ب«لا» يخشون التحدث. تأسست «الأمر من أجل الزواج» (بالإنجليزية: Mandate for Marriage)‏ في مارس 2015. ودعت إلى التصويت ب«لا».

#### هيئات الرقابة
المنظمات التالية مسجلة على أنها «هيئات معتمدة» لمراقبة التصويت البريدي وفرز الأصوات: حزب التضامن المسيحي (بالأيرلندية: Comhar Críostaí)، المساواة في الزواج (بالإنجليزية: Marriage Equality)‏، نعم للمساواة كورك (بالإنجليزية: Yes Equality Cork)‏، حزب الخضر (بالإنجليزية: Green Party)‏، «الأمهات والآباء مهمون» (بالإنجليزية: Mothers & Father Matter)‏، حزب فيانا فايل (بالإنجليزية: Fianna Fáil)‏، حزب العمال، «حركة خدمات الشباب ينتمي إلى» (بالإنجليزية: BeLonG to Youth Services)‏، المجلس الأيرلندي للحريات المدنية (بالإنجليزية: Irish Council for Civil Liberties)‏، حملة غليين للزواج (بالإنجليزية: GLEN Campaign for Marriage)‏، «الاتحاد الوطني للمثليين والمثليات ومزدوجي التوجه الجنسي والمتحولين جنسيا» (بالإنجليزية: National LGBT Federation)‏، حزب شين فين (بالإنجليزية: Sinn Féin)‏، وحزب فاين غايل.

### القطاع السمعي البصري
يُطلب من المذيعين قانونيًا تغطية حملات الاستفتاء بطريقة متوازنة. تم تقديم العديد من الشكاوى إلى هيئة الإذاعة في أيرلندا من أن البرامج والعارضين فضلوا بشكل غير عادل جانب نعم. رفضت هيئة الإذاعة في أيرلندا هذه في تقرير أكتوبر 2015.

### استطلاعات الرأي
استطلاعات الرأي حول مسألة زواج المثليين أو نية التصويت في استفتاء الزواج
| التاريخ        | نعم | لا | لا يدري | مؤسسة استطلاع الرأي | من طرف                               | المصادر       |
| -------------- | --- | -- | ------- | ------------------- | ------------------------------------ | ------------- |
| 25 أبريل 2015  | 72  | 20 | 8       | راد سي              | صحيفة صنداي بيزنز بوست               | [ 73 ]        |
| 17 أبريل 2015  | 77  | 14 | 9       | أماراخ ريسرتش       | آر تي آي- كلار بيرن لايف             | [ 74 ]        |
| 27 مارس 2015   | 74  | 26 | N/A     | إيبسوس/أم آر بي آي  | صحيفة ثي آيرش تايمز                  | [ 75 ]        |
| 24 يناير 2015  | 77  | 22 |         | راد سي              | صحيفة "صنداي بيزنز بوست              | [ 76 ] [ 77 ] |
| 8 ديسمبر 2014  | 71  | 17 | 12      | إيبسوس/أم آر بي آي  | ثي آيرش تايمز                        | [ 78 ]        |
| أكتوبر 2014    | 76  | 24 | N/A     | إيبسوس/أم آر بي آي  | ثي آيرش تايمز                        | [ 78 ]        |
| أبريل 2014     | 67  | 21 | 12      | إيبسوس/أم آر بي آي  | ثي آيرش تايمز                        | [ 79 ]        |
| 20 فبراير 2014 | 76  | 19 | 5       | راد سي              | صنداي بيزنز بوست / برنامج برايم تايم | [ 80 ] [ 81 ] |
| 7 نوفمبر 2013  | 76  | 18 | 6       | راد سي              | بادي باور                            | [ 81 ] [ 82 ] |
| نوفمبر 2012    | 53  | 30 | 17      | إيبسوس/أم آر بي آي  | ثي آيرش تايمز                        | [ 79 ]        |

؛ الملاحظات:
1. ↑  لايدري، أو غير محدد، أو رفض الإجابة
2. 1 2  نسب نعم ولا باستبعاد الذين رفضوا الاجابة أو كانوا غير متأكدين.

كان الدعم أقوى بين الناخبين الأصغر سنا. وكان ناخبو حزب شين فين وحزب العمال الأيرلندي أكثر تأييدا إلى حد ما من ناخبي حزب فاين غايل وفيانا فايل. ومن بين أولئك الذين ينوون التصويت بـ«نعم» في يناير 2015، كان لدى 33/77 «بعض التحفظات حول زواج المثليين»، وكان لدى 29/77 «بعض التحفظات حول تبني المثليين للأطفال». أظهر استطلاع للرأي أجري قبل أسبوع من الاستفتاء أجرته صحيفة آيرش تايمز أن النساء دعمن زواج المثليين أكثر من الرجال.

## النتيجة
بدأ العد في الساعة 09:00 بتوقيت شرق الولايات المتحدة في 23 مايو (08:00 UTC). بدأت الأرقام المبكرة تشير إلى انتصار حملة «نعم»، حيث أعلن وزير الدولة «أودان أو ريوردان» الفوز «الساحق» ل«نعم» في جميع أنحاء دبلن بعد 8 دقائق فقط من العد. بدأت الشخصيات الرئيسية في حملة «لا»، بما في ذلك ديفيد كوين، تقبل الهزيمة في وقت مبكر الساعة 10:00 صباحًا، أي قبل فترة طويلة من إعلان أي دائرة انتخابية عن فرزها النهائي.
سجلت المناطق الحضرية عمومًا درجات موافقة أعلى على التغيير. تم تسجيل أعلى النسب المئوية ل«نعم» في منطقة دبلن، حيث سجلت كل من المراكز العشرة الأولى نسبة التصويت بنعم في المنطقة (بإجمالي أصوات نعم بلغت 71% للمنطقة)، وكلها أعلى 15 نسبة موجودة في منطقة دبلن الكبرى. جاءت الدوائر الانتخابية في كورك في المرتبة أيضا أعلى من المعدل الوطني، كما فعلت مدينة ليمريك. على الرغم من أنه كان من المتوقع أن تحصل الدوائر الانتخابية في دونيغال على تصويت بلا، - وبالفعل تم ذلك، من بين جميع الدوائر الانتخابية التي حصلت على أغلبية أصوات «نعم»، تم تسجيل أقل هامش في منطقة دونيغال الجنوبية الغربية حيث تم إجراء التصويت بنعم بهامش 33 صوتًا فقط - كانت روسكومون-ساوث ليتريم هي الدائرة الانتخابية الوحيدة التي حصلت على تصويت بأغلبية «لا».

### النتيجة الوطنية
النتائج الوطنية كانت كما يلي:
| قانون التعديل الرابع والثلاثون للدستور (المساواة في الزواج) 2015 | قانون التعديل الرابع والثلاثون للدستور (المساواة في الزواج) 2015 | قانون التعديل الرابع والثلاثون للدستور (المساواة في الزواج) 2015 |
| الاختيار                                                         | الأصوات                                                          | النسبة المئوية                                                   |
| ---------------------------------------------------------------- | ---------------------------------------------------------------- | ---------------------------------------------------------------- |
| نعم                                                              | 1,201,607                                                        | 62.07%                                                           |
| لا                                                               | 734,300                                                          | 37.93%                                                           |
| أصوات جائزة                                                      | 1,935,907                                                        | 99.29%                                                           |
| أصوات فارغة أو مُلغاة                                             | 13,818                                                           | 0.71%                                                            |
| مجموع الأصوات                                                    | 1,949,725                                                        | 100.00%                                                          |
| نسبة المصوتين                                                    | 60.52%                                                           | 60.52%                                                           |
| المصوتون                                                         | 3,221,681                                                        | 3,221,681                                                        |

| نعم: 1,201,607 (62.07%) | لا: 734,300 (37.93%) |
| ▲                       |                      |

### النتائج حسب الدوائر الانتخابية
| كارلاو–كيلكيني                | 104,735   | 65.43% | 38,166    | 29,697  | 56.24% | 43.76% |        |        |        |        |
| كافان–موناغان                 | 99,265    | 57.19% | 28,494    | 27,763  | 50.65% | 49.35% |        |        |        |        |
| كلار                          | 81,809    | 59.44% | 28,137    | 20,154  | 58.27% | 41.73% |        |        |        |        |
| شرق كورك                      | 81,534    | 60.90% | 30,383    | 18,845  | 61.70% | 38.30% |        |        |        |        |
| كورك الشمالية الوسطى          | 75,263    | 59.87% | 28,479    | 16,182  | 63.77% | 36.23% |        |        |        |        |
| كورك الشمالية الغربية         | 62,118    | 62.80% | 22,388    | 16,298  | 57.90% | 42.10% |        |        |        |        |
| كورك الجنوبية الوسطى          | 92,422    | 63.86% | 38,591    | 20,072  | 65.78% | 34.22% |        |        |        |        |
| كورك الجنوبية الغربية         | 59,813    | 61.70% | 20,627    | 16,225  | 56.00% | 44.00% |        |        |        |        |
| دونيغال الشمالية الشرقية      | 59,721    | 51.44% | 16,040    | 14,492  | 52.46% | 47.54% |        |        |        |        |
| دونيغال الجنوبية الغربية      | 62,171    | 51.98% | 15,907    | 15,874  | 50.05% | 49.95% |        |        |        |        |
| دبلن الوسطى                   | 57,193    | 57.98% | 23,861    | 9,108   | 72.37% | 27.63% |        |        |        |        |
| دبلن الوسطى الغربية           | 67,091    | 63.39% | 29,984    | 12,291  | 70.93% | 29.07% |        |        |        |        |
| دبلن الشمالية                 | 72,523    | 65.83% | 34,494    | 13,009  | 72.61% | 27.39% |        |        |        |        |
| دبلن الوسطى الشمالية          | 53,785    | 68.85% | 25,382    | 11,431  | 68.95% | 31.05% |        |        |        |        |
| دبلن الشمالية الشرقية         | 59,549    | 66.38% | 26,222    | 13,090  | 66.70% | 33.30% |        |        |        |        |
| دبلن الشمالية الوسطى          | 50,943    | 59.64% | 20,919    | 8,814   | 70.36% | 29.64% |        |        |        |        |
| دبلن الجنوبية                 | 103,969   | 69.24% | 49,109    | 21,150  | 69.90% | 30.10% |        |        |        |        |
| دبلن الوسطى الجنوبية          | 80,406    | 60.56% | 34,988    | 13,418  | 72.28% | 27.72% |        |        |        |        |
| دبلن الجنوبية الشرقية         | 71,232    | 63.41% | 32,010    | 12,901  | 71.27% | 28.73% |        |        |        |        |
| دبلن الغربية                  | 65,643    | 64.36% | 29,690    | 12,350  | 70.62% | 29.38% |        |        |        |        |
| دون لواغاير                   | 80,176    | 67.05% | 38,284    | 15,168  | 71.62% | 28.38% |        |        |        |        |
| غالواي الشرقية                | 85,900    | 56.01% | 25,389    | 22,265  | 53.28% | 46.72% |        |        |        |        |
| غالواي الغربية                | 95,180    | 55.18% | 32,037    | 20,053  | 61.50% | 38.50% |        |        |        |        |
| كيري الشمالية–ليميريك الشرقية | 62,523    | 57.21% | 19,678    | 15,808  | 55.45% | 44.55% |        |        |        |        |
| كيري الجنوبية                 | 57,524    | 58.19% | 18,357    | 14,831  | 55.31% | 44.69% |        |        |        |        |
| كيلدار الشمالية               | 79,014    | 62.05% | 33,960    | 14,782  | 69.67% | 30.33% |        |        |        |        |
| كيلدار الجنوبية               | 60,384    | 58.41% | 23,199    | 11,861  | 66.17% | 33.83% |        |        |        |        |
| ليش–أوفلاي                    | 108,436   | 58.37% | 35,685    | 27,135  | 56.81% | 43.19% |        |        |        |        |
| ليميريك                       | 64,100    | 58.51% | 20,322    | 16,797  | 54.75% | 45.25% |        |        |        |        |
| مدينة ليميريك                 | 61,421    | 63.30% | 24,789    | ويكلاو  | 94,275 | 68.77% | 44,059 | 20,382 | 68.37% | 31.63% |
| العدد الإجمالي                | 3,206,151 | 60.52% | 1,201,607 | 734,300 | 62.07% | 37.93% |        |        |        |        |

## ردود الفعل

### داخليا
تم فتح قلعة دبلن، حيث تم الإعلان رسميًا عن نتيجة الاستفتاء، أمام الجمهور طوال فترة العد، حيث اقتصرت الأرقام على 2000 في وقت واحد. سادت أجواء الكرنفال طوال اليوم بعد أن أشار الإحصاء المبكر إلى أن النتيجة ستكون نعم. أقيمت الاحتفالات وحفلات الشوارع في العديد من الأماكن في مدن أيرلندا، حيث تركزت احتفالات دبلن بين أماكن المثليين بانتيبار (بالإنجليزية: Pantibar)‏ وذي جورج (بالإنجليزية: The George)‏، وفي قلعة دبلن.
وقال رئيس الوزراء الأيرلندي إندا كيني: «مع التصويت بنعم اليوم، لقد كشفنا عن من نحن - أناس كريمون وعاطفون وجريئون ومبهجون. كان الاستفتاء يدور حول الشمولية والمساواة، وعن الحب والالتزام اللذين كرسهما الدستور. لقد تحدث الناس. لقد تحدثوا. لقد قالو نعم، أيرلندا - شكرا لك».
وصفت نائبة رئيس الوزراء الأيرلندي جوان بيرتون أيرلندا بأنها «أمة قوس قزح» وقالت «في أيرلندا، نحن معروفون كدولة من رواة القصص، واليوم، روى الناس بعض القصص تمامًا. لقد ضرب شعب أيرلندا معًا ضربة قوية ضد التمييز على أنها نحن نمد حق الزواج لجميع مواطنينا». وقال ليو فرادكار، وزير الصحة وأول وزير مثلي علنا في الحكومة، «إنه يوم تاريخي لأيرلندا. نحن أول بلد في العالم يكرس المساواة في الزواج في دستورنا ويفعل ذلك من خلال التفويض الشعبي. وهذا يجعلنا منارة من المساواة والحرية لبقية العالم، لذلك هو يوم فخر للغاية للشعب الأيرلندي».
قال مايكل مارتن، زعيم حزب فيانا فايل وزعيم المعارضة، الذين أيدوا التعديل، «هناك شيء ما في الحمض النووي من الشعب الأيرلندي يتفاعل ضد عدم المساواة»، مضيفا «إنه أمر لا يقبله الشعب الأيرلندي تاريخيا، وأعتقد أن هذا الاقتراع هو تصويت لصالح مجتمع أكثر شمولاً وتساويًا وعدالة». ومع ذلك، استقالت السناتور أفريل باور من فيانا فايل بعد الاستفتاء، مدعية أن العديد من النواب وأعضاء مجلس الشيوخ رفضوا المشاركة في الحملة للتصويت بنعم، وأن مكانة الحزب المنخفضة في حملة نعم كانت «ساخرة وجبانة»
وقال زعيم حزب شين فين، جيري آدمز، «لدينا حقبة جديدة من المساواة وهذا يوم جيد لأيرلندا».
قال السناتور مثلي الجنس علنا وناشط الحقوق المدنية المخضرم ديفيد نوريس، الذي كان أحد الشخصيات الرئيسية في إلغاء تجريم المثلية الجنسية: «أعتقد أنه أمر رائع. لقد تأخر الأمر عني بعض الشيء. كما قلت في ذلك اليوم، لقد أمضيت ذلك الكثير من الوقت لأدفع القارب للخارج، لقد نسيت القفز الآن وهو خارج الميناء في أعالي البحار، لكن من الجميل للغاية أن ننظر إليه.»
طلبت كاثرين زابون، أول عضوة مثلية علنا في البرلمان الأيرلندي، الزواج مجددا من زوجتها آن لويز غيليغان على الهواء مباشرة.
أخبر ديارويد مارتن، رئيس أساقفة الروم الكاثوليك في دبلن، راديو وتلفزيون أيرلندا أن الكنيسة بحاجة إلى «التحقق من الواقع». وقال «أقدر ما يشعر به الرجال والنساء المثليين والمثليان في هذا اليوم. إنهم يشعرون أن هذا شيء يثري الطريقة التي يعيشون بها. أعتقد أنها ثورة اجتماعية». وأضاف: «أسأل نفسي، معظم هؤلاء الشباب الذين صوتوا بنعم هم نتاج نظام مدرستنا الكاثوليكية لمدة 12 عامًا. أقول إن هناك تحديا كبيرًا هناك لنرى كيف نتعرف على رسالة الكنيسة».
أصدرت كنيسة أيرلندا بيانًا تشير إلى أنها «تعرف الزواج بين رجل وامرأة، ونتيجة هذا الاستفتاء لا تغير هذا». كما دعا الأساقفة إلى «روح الكرم العام، سواء من أولئك الذين تمثل نتيجة الاستفتاء انتصارًا لهم، ومن أولئك الذين تشير إلى كون التتيجة كارثة».
قالت الكنيسة المشيخية في أيرلندا بأنها «شعرت بخيبة أمل وحزن عميقين لأن الدستور لم يعد يعكس النظرة التاريخية - المسيحية - للزواج التي هي حصرا بين رجل واحد وامرأة واحدة.»

### دوليا
- الأمم المتحدة: وصف الأمين العام للأمم المتحدة بان كي مون، والذي كان في زيارة في أيرلندا لاستلام جائزة تيبيراري الدولية للسلام، نتيجة الاستفتاء بأنها «تاريخية حقًا»، وقال إن «النتيجة تبعث برسالة مهمة إلى العالم: يحق لجميع الناس التمتع بحقوقهم الإنسانية حقوق بغض النظر عن من هم أو من يحبون».[101]
- أستراليا - عبر مؤيدو المساواة في الزواج الأستراليون عن أملهم في أن «يكون للنتيجة في أيرلندا تأثير إيجابي على النقاش حول المساواة في الزواج في أستراليا»، حيث سأل زعيم المعارضة بيل شورتن «إذا كان بإمكان الشعب الأيرلندي التصويت لصالح المساواة في الزواج، فإنه يجب طرح السؤال، ما هي المشكلة التي يواجهها توني أبوت؟»، لكن كلاً من شورت ورئيس الوزراء توني أبوت اتفقا على أن هذه المسألة يجب أن يعالجها البرلمان الفيدرالي بدلاً من الاستفتاء.[102] وعلى الرغم من هذا الموقف المبدئي، انتهى الأمر بالبلاد باجراء تصويت شعبي خاص بها في الاستفتاء البريدي على قانون الزواج الأسترالي في عام 2017، مع لعب تيرنان برادي دورًا رئيسيًا في حملة «نعم».[103]
- كندا - رحب القادة السياسيون في كندا، الذين قننوا زواج المثليين لأول مرة في عام 2005، بالنتيجة وهنأوا الشعب الإيرلندي؛ بما في ذلك رئيسة وزراء أونتاريو كاثلين وين، أول رئيسة حكومة مقاطعة كندية مثلية علنا، وزعيم المعارضة الرسمية توم مولكير.[104]
- ألمانيا - دعت أحزاب المعارضة المستشارة أنغيلا ميركل وحكومتها الائتلافية الموسعة لتقنين زواج المثليين. قالت كاترين غورنغ إيكارت، الرئيسة الشريكة لحزب الخضر في البوندستاغ، «لقد حان الوقت، فراو ميركل»، مضيفة أن التصويت الأيرلندي كان «إشارة عظيمة: يستحق الحب المثلي الاحترام نفسه» وأنها كانت واثقة من أن ألمانيا سوف تتبع قريبا. وقال ينس شبان، وهو كاثوليكي وأول عضو مثلي الجنس بشكل علني في الحكومة عن الاتحاد الديمقراطي المسيحي بزعامة ميركل، «ما يمكن أن يفعله الأيرلنديون الكاثوليك، يمكننا القيام به أيضًا».[105]
- إيطاليا - نقلت صحيفة لا ريبوبليكا عن رئيس وزراء إيطاليا ماتيو رينزي قوله إن النقاش حول الاتحادات المدنية في إيطاليا لم يعد بالإمكان تأجيله بعد موافقة أيرلندا. وأشادت شخصيات من بينها العضو الحزب الديمقراطي روبرتو سبيرانزا ورئيسة مجلس النواب لورا بولدريني بموافقة أيرلندا ودعت إيطاليا إلى اتباعها.[106]
- المملكة المتحدة - صرح رئيس وزراء المملكة المتحدة ديفيد كاميرون في موقعه على الويب «تهانئي القلبية لشعب أيرلندا، الذي صوت اليوم لتشريع زواج المثليين. منذ أكثر من عام بقليل، قدمنا زواج المثليين المدني وأرسلنا رسالة واضحة - أنت متساوٍ سواء كنت مغايرا أم مثليًا»[107] وقد امتدح النتيجة أيضًا سياسيون آخرون من مختلف الأطياف السياسية،[108] بما في ذلك اقتراح يوم مبكر في مجلس العموم[109] وقعه نواب عن حزب المحافظين، والحزب القومي الاسكتلندي، وبلايد كمرو، والحزب الاشتراكي العمالي وحزب العمال.[109] جادل بعض المعلقين مثل سعيد كمالي دهغان ورونان مارون بأن السماح للأغلبية بالتصويت على منح أو حجب الحقوق الأساسية للأقلية أمر خاطئ من حيث المبدأ، ويمكن أن يشكل أيضًا سابقة خطيرة بالنسبة للبلدان الأقل تسامحًا.[110][111] طرح مايكل أنغلاند القضية المخالفة، حيث جادل بأن «الحوار الوطني» الذي أنشأه الاستفتاء كان وسيلة أكثر فعالية لمكافحة التحامل من «التصويت البرلماني سريع الإصلاح».[112]
  -  أيرلندا الشمالية - دعا نائب الوزير الأول لأيرلندا الشمالية مارتن ماكغينيس إلى إجراء استفتاء في أيرلندا الشمالية أيضًا.[113] أشاد سياسيون من عدة أحزاب، مثل حزب التحالف في أيرلندا الشمالية والحزب الاشتراكي العمالي بالنتيجة.[114] في اليوم الذي تم فيه إعلان النتيجة، أعلن فرع منظمة العفو الدولية في أيرلندا الشمالية مسيرة في بلفاست «في 13 يونيو تدعو إلى تشريع زواج المثليين في الشمال»، حيث وصف مدير المنظمة باتريك كوريغان أيرلندا الشمالية بأنها «الآن آخر معقل للتمييز ضد المثليين في هذه الجزر».[114] ولكن آخر أربع محاولات في التشريعات حصلت على دعم من أربعة نواب وحدويي في أنه[114] بموجب شروط اتفاق الجمعة العظيمة، يتطلب الدعم عبر مجتمع الأغلبية من كلا النواب الوحدويين والقوميين للتشريع لتحقيق النجاح إذا قدم ما لا يقل عن 30 من النواب «التماسًا للقلق» إلى رئيس المجلس.
  -  اسكتلندا - كتبت الوزيرة الأولى نيكولا ستارجن على تويتر «إنه أمر رسمي. حسناً أيرلندا، أراهن أنه سيكون هناك عدد من التقدمات للزواج في حانات دبلن الليلة. يا لها من فكر جميل. استمتعي بالاحتفالات يا أيرلندا».
- الولايات المتحدة - رحب بالنتيجة العديد من كبار الديمقراطيين، بمن فيهم نائب الرئيس جو بايدن؛ المرشحة للرئاسة، السيدة الأولى السابقة، ووزيرة الخارجية السابقة هيلاري كلينتون؛ سفير الولايات المتحدة الإيرلندي المولد لدى الأمم المتحدة سامانثا باور والمرشح الرئاسي السابق مارتن أو'مالي.[115]
- الفاتيكان - صرح وزير خارجية الفاتيكان، الكاردينال بيترو بارولين، بأن النتيجة في أيرلندا كانت «هزيمة للبشرية» وبأنه «شعر بحزن عميق للنتيجة». «يجب على الكنيسة أن تأخذ في الاعتبار هذا الواقع، ولكن بمعنى أنها يجب أن تعزز التزامها بالتبشير. أعتقد أنه لا يمكنك التحدث فقط عن هزيمة للمبادئ المسيحية، ولكن عن الهزيمة للإنسانية». تمثل هذه التصريحات أكثر التقييمات إلحاحًا لنتائج الاستفتاء من قِبل مسؤول كبير بالكنيسة حتى الآن.[116] في وقت سابق قامت صحيفة الفاتيكان المراقب الروماني قد نقلت عن اللاهوتي الفخري الأسري البابوي الكاردينال جورج كوتييه قوله إن نتيجة الاستفتاء كان من المستحيل فهمها «دون الأخذ في الاعتبار فضيحة الاستغلال الجنسي للأطفال التي هزت الكنيسة الأيرلندية».[117]

## التشريع
وبموجب قانون الاستفتاء 1994، يصدر ضابط العودة شهادة مؤقتة من نتيجة الاستفتاء لرئيس المحكمة العليا وينشر إشعارا في الجريدة الرسمية (بالأيرلندية: Iris Oifigiúil). أمام المواطنين سبعة أيام لتقديم التماس يطعن في النتيجة. وإذا أيدت أي عريضة، يتم اعتماد الشهادة المؤقتة نهائية من قبل رئيس المحكمة العليا ويتم إرسال مشروع القانون إلى رئيس جمهورية أيرلندا لتوقيعه ليصبح قانونا، وبالتالي تعديل الدستور. تم رفض التماسين ضد الاستفتاء على الزواج في المحكمة العليا في يونيو ومحكمة الاستئناف في يوليو، وبعد ذلك تم توقيع مشروع القانون من قبل الرئيس مايكل دي هيغنز في 29 أغسطس 2015.

### الاستئنافات
تم إصدار شهادة الاستفتاء المؤقت في 25 مايو 2015 وتم نشرها في اليوم التالي في الجريدة الرسمية (بالأيرلندية: Iris Oifigiúil). تم تقديم التماسين منفصلين للطعن في الشهادة في غضون المهلة الزمنية وتم النظر فيهما في المحكمة العليا في 5 يونيو 2015. كان مقدمو الالتماس، جيري والش وموريس جاي ليونز، متقاضين عاديين. قال والش إن الأحزاب السياسية التي تتلقى تمويل الدولة كان ينبغي منعها من الحملات الانتخابية؛ يجب أن تكون نسخ التعديل متوفرة في مكاتب البريد؛ وأن سرية الاقتراع تعرضت للخطر بسبب الأرقام التسلسلية على بطاقات الاقتراع وكاميرات الدوائر التلفزيونية المغلقة في بعض مراكز الاقتراع. جادل ليونز بأن التعديل صيغ بشكل غامض للغاية ويتعارض مع أخلاقيات الدستور المسيحية والإشارة إلى «المرأة ... في المنزل»؛ وأيضًا أنه كان ينبغي اعتبار لذين لم ينتخبوا كناخبين ب«لا». رفض نيكولاس كيرنز، رئيس المحكمة العليا، كلا الطلبين ومنح تكاليف ضد مقدمي الالتماسات. استأنف والش وليونز القرارات، وفي 29 يونيو، قررت محكمة الاستئناف عقد جلسات استماع في 30 يوليو. في 30 يوليو/تموز، أيدت المحكمة عمليات الرفض والتكاليف ضد كلا الملتمسين. كانت الخطوات المتبقية على النحو المنصوص عليه في قانون الاستفتاء 1994: في 24 أغسطس، أبلغ رئيس المحكمة العليا رسميًا الاستفتاء إلى ضابط العودة ريونا ني فلانغهايلي بأنه لم يقبل أي استفتاء؛ في 28 أغسطس/آب، أرسل ني فلانغهايلي شهادة الاستفتاء النهائية إلى رئيس الوزراء والرئيس؛ في 29 أغسطس قام الرئيس بالتوقيع على التعديل ليصبح قانونًا.
في هذه الأثناء، في 27 أغسطس، تقدم كل من والش وليونز بطلب إلى المحكمة العليا لإلغاء قرار محكمة الاستئناف، على الرغم من عدم سعيهم لإيقاف أمر رئيس المحكمة أو إعادة تصرفات الضابط، ولم تمنع طلباتهم توقيع القانون على القانون. في 16 سبتمبر، رفضت المحكمة العليا الإذن بالاستئناف، مشيرة إلى أن أيا من مقدمي الطلبات لم يثير أي نقاط جوهرية. انتقدت المحكمة العليا قرار الانتهاء من شهادة الاستفتاء قبل أن تتخذ قرارها؛ ومع ذلك، رفضت المحكمة العليا في 23 سبتمبر مطالبة والش بأن الشهادة كانت غير صالحة. ذكر مكتب الرئيس ووزارة البيئة أيضًا أنهم تصرفوا وفقًا للقانون. قال رئيس المحكمة العليا إن المشكلة نشأت لأن قانون الاستفتاء 1994 لم يأخذ في الاعتبار محكمة الاستئناف، التي أنشئت في عام 2014 بموجب التعديل الثالث والثلاثين للدستور. اقترح المحاضر كونور أو'ماهوني أن رئيس محكمة الاستئناف، على الرغم من أنه غير ملزم بانتظار استئناف المحكمة العليا، ربما كان من الأفضل أن يفعل ذلك. اقترحت المحكمة العليا أن فشل المتقدمين في طلب وقف قرار محكمة الاستئناف بانتظار طلب استئناف المحكمة العليا كان نتيجة لكونهم متقاضين عاديين، وأن أي محامي محترف لم يكن ليقوم بهذا الإغفال.

### التنفيذ
في آذار/مارس 2015، نشرت وزارة العدل المخطط العام لمشروع قانون الزواج 2015، الذي يحدد التغييرات التي يتعين إدخالها على قانون الزواج في حالة سن التعديل المقترح. ويشمل ذلك إزالة المانع التشريعي الحالي بشأن الزواج بين الأزواج المثليين، السماح بتسجيل حالات زواج المثليين الأجنبية في أيرلندا كزواج وليس كشراكات مدنية، وحل الشراكة المدنية إذا تزوج الشركاء من بعضهم البعض. سيُسمح لعاقدي الزواج المصرح بهم من الجماعات الدينية برفض عقد احتفالات زواج المثليين. شعر المحامي بنديكت أو فلوين أنه كان ينبغي الانتهاء من صياغة مشروع القانون قبل الاستفتاء، لتقليل الثغرات التي يكون فيها القانون الأساسي خارج نطاق الدستور. يشترط قانون الاعتراف بالجنس 2015 أن يكون الشخص المتحول جنسياً غير متزوج للاعتراف بتغيير الجنس القانوني؛ يعتزم مشروع قانون الزواج إزالة هذا القيد.
كانت الحكومة تأمل في أن يتم إقرار مشروع قانون الزواج قبل عطلة الصيف للبرلمان الأيرلندي، لكن جلسات طلبات الاستئناف في محكمة الاستئناف أخرت ذلك. اعتزمت الحكومة سن قانون الزواج «في أقرب وقت ممكن» بعد عودة مجلس النواب في 22 سبتمبر 2015. ينص مشروع القانون على أن طلبات الشراكة المدنية في الانتظار عندما يدخل حيز التنفيذ يمكن أن يتم تحويلها إلى طلبات الزواج. صرح وزير العدل أن حالات الزواج بموجب هذا البند يجب أن تتم بحلول نوفمبر. تمت الموافقة على مشروع القانون في اجتماع لمجلس الوزراء في 16 سبتمبر للنشر في اليوم التالي. مرت المرحلة الأخيرة في المجلس التشريعي في 22 أكتوبر 2015 و (في غياب رئيس الجمهورية، الذي كان خارج البلاد) تم توقيعه ليصبح قانونًا في 29 أكتوبر 2015 من قبل اللجنة الرئاسية.
دخل قانون الزواج 2015 حيز التنفيذ في 16 نوفمبر 2015. تم الاحتفال بأول حفل زواج المثليين في اليوم التالي في كلونميل، مقاطعة تيبيراري.